# Johann Gottlieb Heineccius
Johann Gottlieb Heineccius, född 11 september 1681 i Eisenberg i Thüringen, död 31 augusti 1741 i Halle an der Saale, var en tysk rättslärd.
Heineccius blev professor i Halle an der Saale i filosofi 1713, i juridik 1720 och efter några års verksamhet vid andra universitet (1723–1733) ånyo professor i Halle i båda dessa discipliner. Han var en av 1700-talets mest framstående tyska jurister. Hans samlade arbeten Opera ad universam jurisprudentiam, philosophiam et litteras humaniores pertinentia utgavs 1744–1749.